# Philippe Pastor
Philippe Pastor (nacido en 1961) es un artista monegasco. Pintor-expresionista y escultor abstracto, sus obras han sido expuestas en todo el mundo, en Europa, África, Asia y Estados Unidos. Participó dos veces en la Bienal de Venecia, en el 2007 y el 2009 y representó a la escena artística monegasca en la Exposición Universal Expo 2015 de Milán.

## Juventud
Philippe Pastor nació en 1961 en Mónaco. Su padre, Víctor Pastor, era promotor inmobiliario. Su abuelo paterno, Gildo Pastor, participó en la construcción de gran parte de los edificios residenciales, a lo largo de la costa monegasca.

## Carrera
Philippe Pastor trabaja entre Mónaco y España.
Tras una primera etapa influenciada por el expresionismo figurativo, su pintura se radicaliza en la abstracción y el expresionismo abstracto. Comprometido con la protección del medio ambiente, desarrolla una visión personalizada de la naturaleza, traduciendo las interacciones del hombre con el planeta.
Sensible a los cambios más sutiles de la naturaleza, juega con las estaciones, el clima, los minerales y las plantas de cualquier tipo: la creación nace de la relación entre el ser y el medio ambiente, como para hacer emerger una nueva vida del arte.
El uso de elementos naturales y materias primas en su pintura recuerda el trabajo de los artistas del matierismo así como algunos aspectos del arte Povera.
En el 2003, tras un incendio en La Garde-Freinet,Francia, el artista recogió madera carbonizada que transformó en escultura para llamar la atención sobre los estragos de los incendios forestales. Se presentaron instalaciones monumentales de sus esculturas en todo el mundo, en particular en el marco del Programa de las Naciones Unidas para el Medio Ambiente y mediante instalaciones permanentes en la Oficina de las Naciones Unidas en Nairobi (Kenia) o en el aeropuerto de Niza-Costa Azul (Francia). También fueron expuestas en Singapur en 2007, cuando se creó la asociación Art et Environnement. En el 2014,"Les Arbres Brûlés" fueron presentados en la estación de Montparnasse,  y en la estación del Norte de París, en colaboración con la Fundación Nicolas Hulot. Philippe Pastor fue el artista oficial del Pabellón de Mónaco en la Exposición Universal de Milán 2015, integrando sus esculturas en la arquitectura del pabellón.
En el 2014, Philippe Pastor desarrolló su trabajo en la naturaleza, con una instalación monumental distribuida en un terreno de más de 15.000 m². A partir de múltiples losas de piedra natural, juntadas en cinco letras para formar la palabra "BASTA", creó una interjección directa y visible desde el cielo. La naturaleza se vuelve entonces esencial para el desarrollo de su obra, y Philippe Pastor entra en el campo del land art, lo que marca una nueva etapa en la obra del artista.
Philippe Pastor participó en dos ocasiones en la Bienal de Venecia en el 2007 y en el 2009, con trabajos comprometidos en torno a temas ambientales, denunciando los efectos nocivos del cambio climático.
En Mónaco, sus obras pueden verse en la galería De Jonckheere junto a artistas contemporáneos y modernos como Damien Hirst, Yves Klein, Alexander Calder, René Magritte, Lucio Fontana, Nicolas de Staël, entre otros. Sus cuadros también fueron vendidos por Christie's o Sotheby's durante subastas.